# Ferriere-la-Petite Communal Cemetery
Ferriere-la-Petite Communal Cemetery is een Britse militaire begraafplaats gelegen in de Franse plaats Ferriere-la-Petite (Noorderdepartement). De begraafplaats wordt onderhouden door de Commonwealth War Graves Commission.
De begraafplaats telt een Brits graf uit de Eerste Wereldoorlog.